# Marques (Sena Marítimo)
 Marques  es una comuna y población de Francia, en la región de Alta Normandía, departamento de Sena Marítimo, en el distrito de Dieppe y cantón de Aumale. Está integrada en la Communauté de communes du Canton d'Aumale.

## Demografía
| 296 | 261 | 258 | 259 | 240 | 238 |
| Para los censos de 1962 a 1999 la población legal corresponde a la población sin duplicidades (Fuente: INSEE [Consultar]) |     |     |     |     |     |